# Bosc-Guérard-Saint-Adrien

Bosc-Guérard-Saint-Adrien este o comună în departamentul Seine-Maritime, Franța. În 1 ianuarie 2022 avea o populație de 1.085 de locuitori.